# E86
La ruta europea E86 és una carretera que forma part de la Xarxa de carreteres europees. Comença a Kristalopigi (Grècia) i finalitza a Gefira (Grècia). Té una longitud de 177 km. Té una orientació d'est a oest i passa per les ciutats de Kristalopigi, Florina, Vevi i Gefira.